# 2011 في البرتغال
فيما يلي قوائم الأحداث التي وقعت خلال عام 2011 في البرتغال.

## سياسة

### تعيين في المنصب
- 20 يونيو – فرنسيسكو لوبيز عضو مجلس الجمهورية  [لغات أخرى]‏.
- 21 يونيو – باولو بورتاس وزير الخارجية  [لغات أخرى]‏.

### انتهاء فترة المنصب
- 5 يونيو – جوزيه سوكراتيس عضو مجلس الجمهورية  [لغات أخرى]‏،رئيس وزراء البرتغال،الأمين العام للحزب الاشتراكي [الإنجليزية]‏.
- 19 يونيو – فرنسيسكو لوبيز عضو مجلس الجمهورية  [لغات أخرى]‏.
- 20 يونيو – جايمي غاما President of the Assembly of the Republic  [لغات أخرى]‏.
- 21 يونيو – ألبرتو مارتينز وزير العدل ‏.
- 21 يونيو – أوقستو سانتوس سيلفا وزير الدفاع الوطني ‏.
- 21 يونيو – روي بيريرا وزير الداخلية البرتغالي ‏.

## رياضة
- 1 يناير – بطولة إستوريل المفتوحة 2011 - زوجي الرجال الفائز إريك بوتوراك.
- 1 يناير – بطولة إستوريل المفتوحة 2011 - فردي الرجال الفائز خوان مارتن ديل بوترو.
- 1 يناير – جائزة البرتغال الكبرى للدراجات النارية 2011
- 1 يناير – رالي البرتغال 2011
- 1 يناير – كأس السوبر الأوروبي 2011 الفائز نادي برشلونة.
- 1 يناير – نهائي الدوري الأوروبي 2011
- 23 أبريل – نهائي كأس الدوري البرتغالي 2011 الفائز نادي بنفيكا.

## وفيات

### يناير
- 1 يناير – إدواردو ألبوكيرك (مواليد 1928)

### مارس
- 14 مارس – جواكيم بينتو كوريا (مواليد 1930) سياسي برتغالي.

### نوفمبر
- 30 نوفمبر – آنا دانيال (مواليد 1928) كاتبة برتغالية.